# Le Prix de l'indiscrétion
Le Prix de l'indiscrétion (Indiscreet) est un téléfilm américain réalisé par Marc Bienstock, diffusé en 1998 à la télévision.

## Synopsis
Détective privé, Michael est employé par un multi-millionnaire qui a des doutes sur la fidélité de sa femme. Pendant une longue absence du mari, Michael ne trouve rien dans ce sens, et lorsque celle qu'il observe tente de se suicider, il la sauve... et tombe amoureux d'elle. Lorsque le mari rentre, il est tué. Une enquête policière commence...

## Fiche technique
- Autre titre français : Indiscret (Canada)
- Scénario : Vladimir Nemirovsky
- Production : Marc Bienstock, Lindsay Chag pour Magic Hour Pictures
- Musique : Steven M. Stern
- Montage : Ivan Ladizinsky
- Durée : 100 min
- Pays :  États-Unis
- Langue : anglais
- Couleur
- Son : Stereo
- Classification : USA : R (érotisme et langage)

## Distribution
- Luke Perry (VF : Lionel Tua) : Michael Nash
- Vladimir Nemirovsky : Sean Brodie
- Adam Baldwin (VF : Guillaume Orsat) : Jeremy Butler
- Lisa Edelstein : Beth Sussman
- Kirk Baily : Larry Neal
- James Read : Zachariah Dodd
- Laura Rogers : Katie Johnson
- Gloria Reuben : Eve Dodd
- Peter Coyote (VF : Sylvain Lemarié) : inspecteur Roos